# Dachuan
Le district de Dachuan (chinois simplifié : 达川区 ; chinois traditionnel : 達川區 ; pinyin : Dáchuān Qū qui était le « xian de Da » jusqu'en juillet 2013) est un district urbain de la ville-préfecture de Dazhou, au nord-est de la province du Sichuan, en Chine.

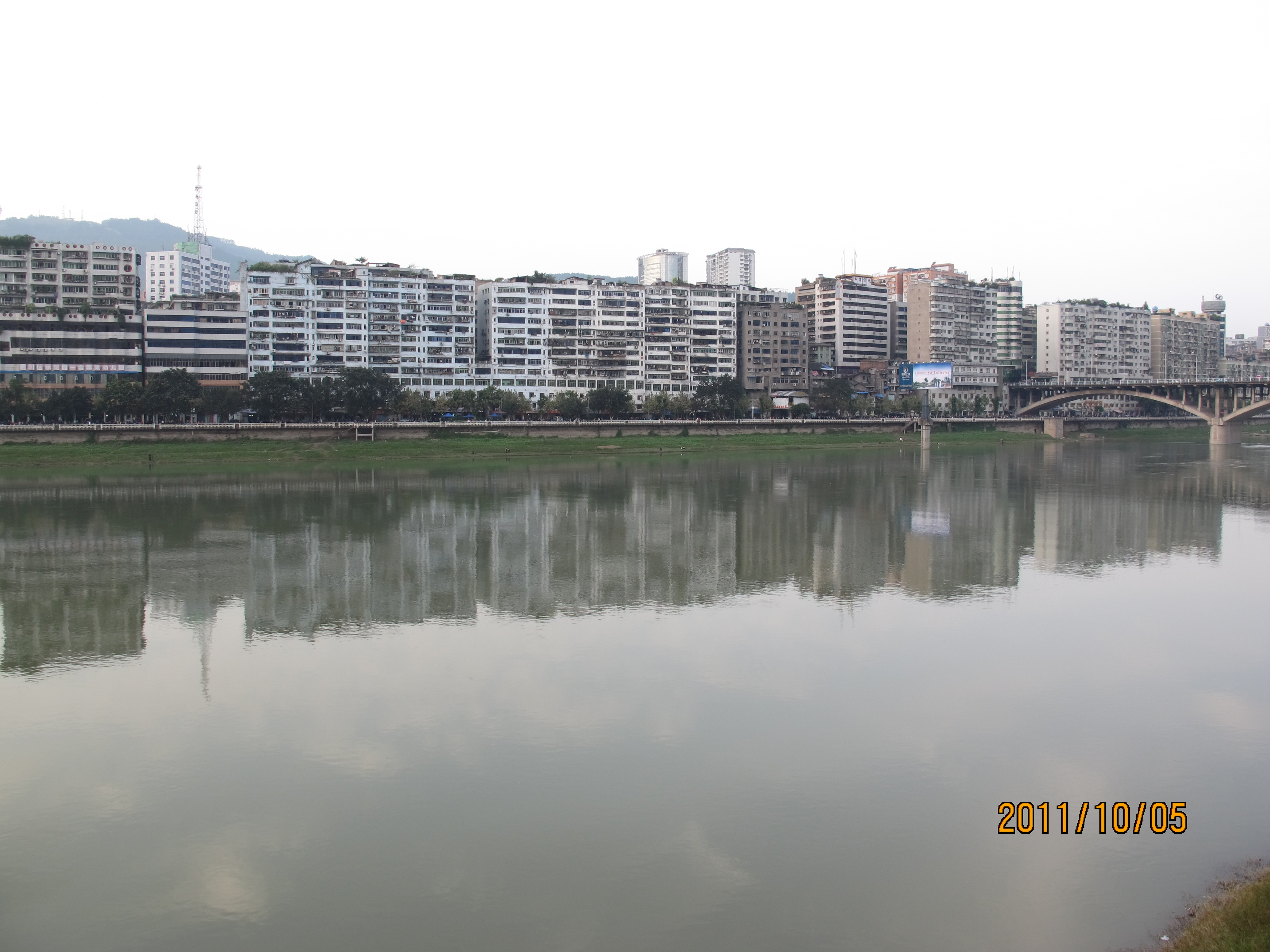
Sichuan Dazhou City-Tongchuan Bridge River Street

## Description
Le district de Dachuan dépasse un million d'habitants — 1,28 million d'habitants en 2006[réf. souhaitée] — pour une superficie de 2 688 km2 soit une densité de 480 habitants par km2.
Dachuan est desservi par l'autoroute G65 et traversé par la rivière Zhouhe.
Sa situation en fait la plaque tournante des transports au Sichuan oriental. C'est également un centre de distribution pour les provinces voisines, Shaanxi et Hubei.
Le district a sous sa juridiction une soixantaine d'unités administratives dont les principales sont
- les bourgs de Beimiao 碑庙 et Jiangling 江陵,
- les cantons de Beishan 北山, Anyun 安云, Zitong 梓桐, Jinshi 金石, Qingning 青宁, Longtan 龙滩 et Mengshuang 檬双.

L'aéroport Dazhou Heshi Airport (en) ainsi que l'actuel centre-ville de Dazhou et le siège du gouvernement municipal dans la rue Sanliping[à vérifier] font partie du district de Dachuan.

## Histoire

### Changement de statut de 2013
Dachuan était un xian, le « xian de Da » (chinois simplifié : 达县 ; chinois traditionnel : 達縣 ; pinyin : Dá Xiàn) jusqu'à son rattachement à la ville-préfecture de Dazhou en juillet 2013 en tant que district urbain (市辖区).

### Personnalités liées à Dachuan
Sont nés dans le « xian de Da » devenu « district de Dachuan » :
- Chen Bojun (en) (1910-1974), général de l'Armée rouge ;
- Zhang Aiping (en) (1910-2003), général de l'Armée rouge ;
- Wei Zhang (né en 1981), mathématicien.